# Jicaltepec Cuexcontitlán
Jicaltepec Cuexcontitlán är en ort i Mexiko.   Den ligger i kommunen Toluca och delstaten Mexiko, i den sydöstra delen av landet, 50 km väster om huvudstaden Mexico City. Jicaltepec Cuexcontitlán ligger 2 592 meter över havet och antalet invånare är 4 318.
Terrängen runt Jicaltepec Cuexcontitlán är huvudsakligen platt, men åt sydväst är den kuperad. Runt Jicaltepec Cuexcontitlán är det tätbefolkat, med 266 invånare per kvadratkilometer. Närmaste större samhälle är Toluca, 9,8 km söder om Jicaltepec Cuexcontitlán. Trakten runt Jicaltepec Cuexcontitlán består till största delen av jordbruksmark.